# Абир
Абир (хебр. אַבִּיר, снажан, војвода, ратник) је једна јеврејска борилачка вештина и упражњава се нарочито у религиозним, ортодоксним круговима. 
Абир се позива на традиционалне јеврејске борилачке вештине. За један узор узимају се блискоисточне борилачке традиције и игре. Ипак је „велики мајстор“ абира, Јошуа Софер, вежбао од најранијих година корејске борилачке вештине хапкидо и туконг мусул, чије је технике убацио у своју борилачку вештину. Абир се упражњава у религиозним, ортодоксним јеврејским круговима, премда томе му за духовност служи ортодоксни јудаизам. 